# Mickey Sumner
 (mars 2022).
Si vous disposez d'ouvrages ou d'articles de référence ou si vous connaissez des sites web de qualité traitant du thème abordé ici, merci de compléter l'article en donnant les références utiles à sa vérifiabilité et en les liant à la section « Notes et références ».
 (mars 2022).
La mise en forme du texte ne suit pas les recommandations de Wikipédia : il faut le « wikifier ».
Les points d'amélioration suivants sont les cas les plus fréquents. Le détail des points à revoir est peut-être précisé sur la page de discussion.
- Les titres sont pré-formatés par le logiciel. Ils ne sont ni en capitales, ni en gras.
- Le texte ne doit pas être écrit en capitales (les noms de famille non plus), ni en gras, ni en italique, ni en « petit »…
- Le gras n'est utilisé que pour surligner le titre de l'article dans l'introduction, une seule fois.
- L'italique est rarement utilisé : mots en langue étrangère, titres d'œuvres, noms de bateaux, etc.
- Les citations ne sont pas en italique mais en corps de texte normal. Elles sont entourées par des guillemets français : « et ».
- Les listes à puces sont à éviter, des paragraphes rédigés étant largement préférés. Les tableaux sont à réserver à la présentation de données structurées (résultats, etc.).
- Les appels de note de bas de page (petits chiffres en exposant, introduits par l'outil «  Source ») sont à placer entre la fin de phrase et le point final[comme ça].
- Les liens internes (vers d'autres articles de Wikipédia) sont à choisir avec parcimonie. Créez des liens vers des articles approfondissant le sujet. Les termes génériques sans rapport avec le sujet sont à éviter, ainsi que les répétitions de liens vers un même terme.
- Les liens externes sont à placer uniquement dans une section « Liens externes », à la fin de l'article. Ces liens sont à choisir avec parcimonie suivant les règles définies. Si un lien sert de source à l'article, son insertion dans le texte est à faire par les notes de bas de page.
- La présentation des références doit suivre les conventions bibliographiques. Il est recommandé d'utiliser les modèles {{Ouvrage}}, {{Chapitre}}, {{Article}}, {{Lien web}} et/ou {{Bibliographie}}. Le mode d'édition visuel peut mettre en forme automatiquement les références.
- Insérer une infobox (cadre d'informations à droite) n'est pas obligatoire pour parachever la mise en page.

Pour une aide détaillée, merci de consulter Aide:Wikification.
Si vous pensez que ces points ont été résolus, vous pouvez retirer ce bandeau et améliorer la mise en forme d'un autre article.
Mickey Sumner, née Bridget Michaela Sumner le 19 janvier 1984 au Portland Hospital de Londres au Royaume-Uni, est une actrice britannique. Elle est aussi chanteuse occasionnelle, ayant fait les chœurs sur l'album de son père Sting, My Songs sorti en 2019, en compagnie de son demi-frère Joe et de sa sœur Coco Sumner.

## Biographie
Mickey Sumner est la fille du chanteur Sting et de l'actrice et productrice Trudie Styler. Elle est la sœur de la chanteuse Coco Sumner et la demi-sœur cadette du bassiste et chanteur Joe Sumner.

## Carrière
Elle a commencé sa carrière d'actrice en 2006 avec des rôles dans une série de courts métrages. En 2011, elle décroche le rôle de Francesca dans la série Les Borgias apparaissant dans quatre épisodes. Mickey a attiré beaucoup d'attention pour son rôle de Sophie Levee, aux côtés de Greta Gerwig, dans Frances Ha en 2012.
En 2013, elle a incarné Patti Smith dans CBGB. Elle a également fait ses débuts officiels hors Broadway face à Carol Kane dans The Lying Lesson de l'Atlantic Theatre Company en avril 2013.
Mickey a été présentée comme Katia dans la série du réseau AMC Network Low Winter Sun. En 2013, elle a joué dans une série de films dont Half the Perfect World, The Mend et Anesthesia.
Dans le cadre du film indépendant The Mend, dans lequel elle a joué aux côtés de Josh Lucas et Stephen Plunkett, elle a été présentée en première au SXSW Film Festival en mars 2014

## Filmographie

### Cinéma
- 2008 : Last Chance Harvey de Joel Hopkins - Amie de la mariée
- 2009 : Black Water Transit de Tony Kaye – Jolie réceptionniste de l'hôtel
- 2012 : Missed Connections de Martin Snyder – Lucy Foster
- 2013 : Frances Ha de Noah Baumbach – Sophie
- 2013 : Imogene (Girl Most Likely) de Shari Springer Berman et Robert Pulcini – Hannah
- 2013 : CBGB de Randall Miller – Patti Smith
- 2014 : The Mend de John Magary - Rôle non défini
- 2014 : The End of the Tour de James Ponsoldt - Betsy
- 2014 : Half the Perfect World de Cynthia Fredette - Rôle non défini
- 2015 : The End of the Tour – Betsy
- 2015 : Mistress America de Noah Baumbach - Fake Brooke
- 2015 : This is Happening de Ryan Jaffe - Megan
- 2015 : Anesthesia de Tim Blake Nelson – Nicole
- 2016 : All At Once - Bridget
- 2016 : Half The Perfect World - Bridget
- 2016 : Two for One de Jon Abrahams - Rôle non défini - Court métrage
- 2017 : Freak Show de Trudie Styler - Dr. Veronica Vickers
- 2017 : Caught - Julie
- 2017 : The Meyerowitz Stories de Noah Baumbach - Fawn Hall
- 2017 : Battle of the Sexes de Jonathan Dayton et Valerie Faris – Valerie Ziegenfuss
- 2019 : Marriage Story de Noah Baumbach - Actrice de théâtre
- 2019 : Now Is Everything de Valentina De Amicis et Riccardo Spinotti - Caroline
- 2021 : With/In: Volume 2 de Zach Kuperstein - Rôle non défini

### Théâtre
- 2013 : The Lying Lesson - Avec l'Atlantic Theatre Company

### Télévision
- 2011 : The Borgias - Francesca
- 2013 : Low Winter Sun - Katia
- 2020 à aujourd'hui : Snowpiercer (série télévisée) – Bess Till

## Discographie
- 2019 : My Songs de Sting - Chœurs.